# Предчувствие (фильм, 2007)
Предчувствие (англ. Premonition) — американский фильм-драма с элементами мистики (2007 года). Режиссёр — Меннан Япо. В главных ролях — Сандра Буллок и Джулиан Макмэхон.

## Сюжет
Главная героиня фильма (Сандра Буллок) обнаруживает, что несколько дней её жизни «перемешались» и она проживает их не в хронологическом порядке, в результате чего заранее знает, что её муж (Джулиан Макмэхон) скоро погибнет в автокатастрофе; она задумывается о том, может и должна ли она попытаться предотвратить его гибель. Основные съемки проходили в штате Луизиана.

### Пролог
Джим и Линда, молодая семейная пара, выходят из автомобиля. Джим говорит, что хочет сделать ей сюрприз, однако его супруга заявляет, что не любит сюрпризы. Её глаза закрыты, и когда Джим разрешает Линде их открыть — она поражена. Они стоят на пороге своего собственного нового дома.

### Четверг
Много лет спустя Линда просыпается, и к ней в комнату входит младшая дочь Меган, которая осаждает Линду расспросами о том, когда же вернется её отец. Линда отвечает, что папа уехал в командировку и скоро должен вернуться. Затем в комнату входит старшая дочь Бриджит и поторапливает маму и сестру, потому что рискует опоздать в школу.
Линда отвозит детей в школу и разговаривает по телефону с подругой Анной, которая собирается на очередное свидание. Анна интересуется, как обстоят дела у Линды с Джимом, потому что, по её мнению, в их браке образовалась трещина.
Линда прощается с подругой и занимается домашними делами, уборкой и стиркой, забросив в стиральную машину красивый радужный свитер.
На автоответчике обнаруживается одно новое сообщение от Джима. Он говорит, что всё, что накануне им было сказано ей и девочкам — чистая правда, и что он был искренен. Линда в недоумении, это сообщение немного смутило её.
В дверь раздаётся звонок, и на пороге Линда видит шерифа, который рассказывает ей печальную новость об автокатастрофе с участием грузовика, в которой погиб её муж накануне вечером. По словам шерифа вчера никто не смог найти Линду и сообщить о трагедии.
Вечером к ней приезжает её мать Джоан, которая помогает отвлечь девочек собиранием головоломки, а Линде рассказывает о том, что необходимо заняться организацией похорон и выплатой страховки. Линда говорит, что не понимает, что ей делать. Мать говорит, что никто не ожидал такого исхода событий, но Линда перебивает её и говорит, что не понимает, что ей делать с большим блюдом, которое Джим всегда помогал ей доставать с верхней полки. Джоан укладывает девочек спать и уходит в гостевую комнату, а Линда остаётся спать на диване в гостиной, обняв свадебную фотографию.

### Понедельник
Линда просыпается в своей комнате в ночной рубашке и, не понимая, что происходит, идёт в гостевую комнату. В ней никого не оказывается. Линда медленно спускается вниз и видит на кухне Джима, который пьёт кофе и смотрит телевизор. Он удивлённо на неё смотрит и комментирует её необычный внешний вид. Она бормочет что-то про неприятный сон. Джим просит отвезти детей в школу, потому что опаздывает на работу.
Линда отвозит детей. Затем она неудачно разворачивается и попадается на глаза шерифу, который без злобы журит её, но разговаривает так, будто они не виделись. Линда обещает больше не нарушать правила и уезжает домой. Она вновь замечает радужный свитер возле стиральной машины, а когда вешает простыни на верёвки на заднем дворе, то падает рукой на гниющий труп вороны. Её рука оказывается в крови, и она дотрагивается ею до стеклянной двери в доме, оставляя красные разводы, и замечает, что на двери нет никаких наклеек, которые она наклеила накануне. Вымыв руки, Линда выбрасывает труп вороны в мусорный контейнер. День заканчивается семейным ужином, девочки жалуются на скучный день.

### Суббота
Линда просыпается на следующий день и замечает на тумбочке бутылку вина и стакан. Зайдя в душ, она не находит там Джима, но находит пустую бутылочку от таблеток лития, которые рассыпаны в раковине. Этикетка на бутылочке гласит, что таблетки выписаны доктором Норманом Ротом . Она видит, что зеркала в доме закрыты, и спускается вниз, одетая в рубашку мужа. В гостиной она видит друзей и семью при полном трауре. Анна уверяет Линду, что девочки в безопасности, они просто на улице. Линда бежит на улицу и видит девочек, которые качаются на качелях. Бриджит сидит спиной, и, когда Линда поворачивает её к себе лицом, то видит страшные порезы. Линда начинает гладить её лицо, спрашивая, что с ней произошло. Меган говорит, что никаких шрамов нет, что её сестра выглядит как принцесса.
В тот момент, когда все уже стоят на лестнице церкви, Линда просит всех пройти внутрь, а сама подходит к катафалку и велит, чтобы ей открыли гроб. Директор похоронной церемонии уверяет, что всё идёт по графику, но Линда настаивает на открытии гроба. Внезапно гроб падает на землю, открывается, и по земле катится голова её погибшего мужа. Линда начинает бесконтрольно кричать. На кладбище молодой священник высказывает речь, описывая Джима как человека, который превыше всего ставил семью. Линда замечает за деревом блондинку и подходит к ней с вопросом — кто она такая. Девушка извиняется и говорит, что вчера они общались, а затем садится в автомобиль и уезжает.
Вернувшись в дом, Линда надевает синие джинсы, она лихорадочно просматривает телефонный справочник и видит, что страница с рекламой клиники доктора Рота была вырвана, но вскоре она находит эту страницу в мусорной корзине. Она хватает страницу и звонит в офис, но слышит сообщение, что клиника работает только в будние дни. Когда она возвращается вниз, то видит, что несколько мужчин пришли к ней в дом. Один из них представляется доктором Норманом Ротом, а также вместе с ним шериф Рейли. Анна отводит детей в кровать, в то время как Линду хватают и связывают. Мужчины высказывают мнение, что у Линды проблемы с психикой, потому что она не может вспомнить о том, каким образом на лице Бриджит появились эти порезы. Для всех остальных хронология дней не нарушена, и они знают, что Бриджит врезалась в стеклянную дверь, и Линда отвозила её в больницу, но сама Линда не помнит этого. Джоан извиняется и говорит, что Линде необходима срочная помощь, и Линду отвозят в психиатрическую лечебницу. Шериф говорит врачу, что сообщил о смерти Джима в четверг. Врач рассказывает о визите Линды во вторник, когда она утверждала, что её муж умер. Линде делают укол снотворного, и женщина засыпает.

### Вторник
Линда просыпается от сигнала будильника в своей спальне. Когда она смотрит на свои руки, то не видит на них никаких следов инъекций. Линда слышит, как работает душ, и бежит в ванную. Она идёт в душ прямо в ночной рубашке и обнимает Джима. За завтраком она с радостью видит, что на лице Бриджит нет ран. Оставив девочек в школе, она открывает мусорный бак и обнаруживает там труп вороны. Вернувшись в дом, она листает телефонную книгу, находит адрес доктора Рота, вырывает страницу и приезжает к нему. Он не узнаёт её, но приглашает на приём, на котором она рассказывает ему о своем видении. В конце сессии он предписывает ей приём лития.
Линда приезжает в офис своего мужа. Она обнимает его и просит поговорить наедине. Она предлагает уехать в отпуск на некоторое время, но Джим отвергает идею. Раздаётся стук в дверь кабинета, и на пороге возникает Клэр — блондинка с похорон. Джим представляет её как нового помощника менеджера компании и что она работает с ним. Они уходят на заседание.
Вечером того же дня дети играют во дворе, а Линда в ванной принимает литий. Она вытряхивает сначала две таблетки, потом шесть, а затем всю пачку прямо в раковину.
Линда кричит детям, что начинается дождь, и просит девочек снять бельё с верёвки на заднем дворе. Спускаясь по лестнице, она видит, что Бриджит бежит к стеклянным дверям, и кричит ей, чтобы та остановилась. Но Бриджит продолжает бежать и, не видя, что дверь закрыта, наталкивается на неё. Стекло, разбиваясь, ранит ей лицо и руки. Линда спешит отвезти девочек в отделение неотложной помощи; туда же приезжает Джим. Вернувшись домой, Линда кладёт девочек в постель, прикрывает зеркала в доме так, что Бриджит не может увидеть свои шрамы, и рассказывает девочкам, какая Бриджит красивая, и что у неё нет никаких шрамов, и они обе красивые, как принцессы.
Тем временем, Джим подметает стекло от падения Бриджит. Он спрашивает её, почему она не наклеила наклейки на дверь, и Линда говорит, что она наклеила. Он говорит ей, что попросил мать Линды приехать жить с ними, пока Линда не почувствует себя лучше.
Линда поднимается по лестнице, снимает пиджак и обнаруживает смятую бумагу из телефонной книги. Вид мусорной корзины заставляет её побежать вниз и восстановить на листе бумаги хронологию событий — во вторник она идёт на приём к доктору Роту в первый раз, тогда же её дочь получает рану. В четверг она узнаёт об аварии, и её мать остаётся в доме. У неё нет информации о событиях пятницы, а в субботу были похороны. А в среду погиб Джим. Она прячет бумагу под скатерть и идёт поговорить с Джимом. Она умоляет его не уезжать в командировку, но поняв, что он не отменит поездку, просит: «Если завтра среда, пожалуйста, разбуди меня, прежде чем уехать». Он удивляется её фразе, но обещает. Затем он говорит, что любит её.

### Пятница
Линда просыпается со свадебной фотографией в руках и вспоминает про встречу с Клэр на кладбище. Она едет к ней и по её заплаканным глазам видит, что Джим ей изменял. Дома она говорит с подругой о неудавшейся измене. Потом она едет в банк и узнаёт о том, что Джим утроил сумму страховки своей жизни в среду утром перед командировкой. Он очень волновался и говорил, что самое главное — это позаботиться о жене и дочерях. Линда стоит и любуется пейзажем, а к ней подходит пожилой мужчина и говорит, что многие тоже хотят начать жизнь с чистого листа. Потом Линда едет в похоронное бюро и назначает похороны на субботу. Затем Линда едет домой, где её мама и дочки почти собрали мозаику, Линда дарит дочкам по пирожному. Мама говорит Линде, что пора ехать в похоронное бюро, а Линда отвечает, что уже сделала это, и её мама удивляется, что похороны будут так скоро. День заканчивается тем, что Линда сидит на кровати в рубашке мужа и пьёт вино. Её мама подходит к ней, и Линда говорит, что позволить Джиму умереть — это всё равно, что убить его. Теперь она любой ценой должна постараться предотвратить катастрофу.

### Воскресенье
Линда просыпается в ночной рубашке и говорит Джиму, что хорошо было бы, если бы он погулял с детьми. Он говорит, что это отличная идея. Джим ведёт детей в парк, а тем временем, Линда едет в церковь и узнаёт, что на протяжении истории были люди, которые знали будущее, но их жизнь заканчивалась трагично. Священник говорит, что у этих людей не было веры. Линда говорит, что ей нужна вера. Линда едет на 220 милю, место смерти Джима, и пытается разобраться в себе, вспоминая события минувших дней. Она так поглощена этим, что вышла на дорогу, где её чуть не сбивает машина. Дома Линда просит Джима сказать дочкам, что он их любит. После некоторого колебания он делает это. Линда выходит на улицу, следом за ней выходит Джим. На улице начинается буря, Линда с Джимом немного ссорятся. Молния ударяет в электрический столб, а сидевшая на проводе ворона падает замертво. Дома Линда просит прощения у Джима, ночь они проводят вместе. Лёжа в постели, она говорит ему, что ей приснился сон о его смерти. Джим отвечает, что это всего лишь сон.

### Среда
Утром Линда просыпается и видит, что Джима нет рядом в постели. Позвонив подруге, Линда понимает, что сегодня среда, тот день, когда Джим должен погибнуть и что он не разбудил её, как обещал. Линда бросается в машину и едет в сторону 220 мили. В дороге Джим звонит Линде и говорит, что он любит её и она ему дороже всех, то есть сообщение повторяется. Тем временем Линда звонит Джиму и просит его не ехать по той дороге. Они долго разговаривают, признаются друг другу во многих вещах и в любви к друг другу. Увидев, что он останавливается на 220-й миле трассы, Линда просит его развернуться и уехать с этого места. При развороте Джим едва не сталкивается с другой машиной и он останавливается на середине дороги, на разделительной полосе. У Джима глохнет машина. Тут Линда замечает огромный бензовоз и кричит, чтобы он вышел из автомобиля, но Джим не может завести двигатель автомобиля и дверь заклинило. Несущийся бензовоз старается не врезаться в автомобиль, пытаясь уйти от столкновения, его разворачивает в другую сторону, но цистерна на скорости сталкивается с автомобилем, отрывает верх автомобиля и практически сплющивает автомобиль об асфальт, авария заканчивается взрывом. Линда кричит.

### Эпилог
Проходит 6 месяцев. Линду будит всё та же Меган и просит её встать побыстрее. Линда поднимается, и видно, что она беременна после последней ночи с Джимом. Она встаёт, выходит. Показана фотография Джима, и звучит фраза, впоследствии прославившая фильм: «Каждый день, прожитый нами, — это чудо…».

## В ролях
| Актёр                 | Роль              |
| --------------------- | ----------------- |
| Сандра Буллок         | Линда Хэнсон      |
| Джулиан Макмэхон      | Джим Хэнсон       |
| Ниа Лонг              | Энни              |
| Кейт Неллиган         | Джоан             |
| Эмбер Валлетта        | Клэр Фрэнсис      |
| Кортни Тэйлор Бернесс | Бриджитт Хэнсон   |
| Шайэн МакКлюр         | Меган Хэнсон      |
| Марк Макколей         | шериф Рейли       |
| Петер Стормаре        | Доктор Норман Рот |
| Ирен Циглер           | Миссис Куинн      |